# 莱茵河畔沃尔特
莱茵河畔沃尔特（德語：Wörth am Rhein，發音：[ˈvœʁt ʔam ˈʁaɪn]）是德国莱茵兰-普法尔茨州盖默斯海姆县的城市，面积131.62平方千米，2023年12月31日人口为18,405人。

## 友好城市
- 法國 卡尼-巴维尔
- 德国 盖尔滕多夫
- 波蘭 德雷兹登科